# Liga LEB Oro 2019-20
La LEB Oro 2019-20 es la 24.ª temporada de la segunda liga del baloncesto español. Comenzó el 25 de septiembre de 2019 con la primera jornada de la liga regular y terminará el 10 de mayo de 2020 con la final de la liga, aunque después se disputarán las eliminatorias para conseguir el ascenso a la Liga ACB, finalizando el 7 de junio de 2020. La liga se suspendió oficialmente el 25 de mayo debido a la pandemia generada por el coronavirus, convirtiéndose así esta temporada en la primera competición sin terminar en la historia de la LEB Oro.

## Equipos

### Ascensos y descensos (pretemporada)
Un total de 18 equipos componen la liga, incluidos los 13 procedentes de la temporada 2018–19, dos descendidos de la ACB 2018–19 y tres ascendidos desde LEB Plata.
Equipos descendidos de ACB Liga ACB
- Delteco Gipuzkoa Basket
- Leche Río Breogán

Equipos ascendidos de LEB Plata
- HLA Alicante
- Afanion CB Almansa
- Marín Ence Peixegalego

### Pabellones y ubicaciones
| Equipo                             | Ciudad                | Pabellón                       | Capacidad |
| ---------------------------------- | --------------------- | ------------------------------ | --------- |
| Afanion CB Almansa                 | Almansa               | Pabellón Polideportivo Almansa | 1,500     |
| B the travel brand Mallorca Palma  | Palma de Mallorca     | Polideportivo Son Moix         | 3,800     |
| Cáceres Patrimonio de la Humanidad | Cáceres               | Multiusos Ciudad de Cáceres    | 6,500     |
| Carramimbre CBC Valladolid         | Valladolid            | Polideportivo Pisuerga         | 6,800     |
| Chocolates Trapa Palencia          | Palencia              | Pabellón Municipal de Palencia | 5,016     |
| Club Melilla Baloncesto            | Melilla               | Pabellón Javier Imbroda Ortiz  | 3,800     |
| Club Ourense Baloncesto            | Orense                | Pazo dos Deportes Paco Paz     | 5,500     |
| Covirán Granada                    | Granada               | Palacio de Deportes            | 9,507     |
| Delteco Gipuzkoa Basket            | San Sebastián         | Polideportivo Josean Gasca     | 2,000     |
| HLA Alicante                       | Alicante              | Pabellón Pedro Ferrándiz       | 7,500     |
| ICG Força Lleida                   | Lérida                | Pabellón Barris Nord           | 6,100     |
| Leche Río Breogán                  | Lugo                  | Pazo dos Deportes              | 6,500     |
| Levitec Huesca                     | Huesca                | Palacio Municipal de Huesca    | 4,906     |
| Leyma Coruña                       | La Coruña             | Pazo dos Deportes de Riazor    | 4,425     |
| Liberbank Oviedo Baloncesto        | Oviedo                | Polideportivo de Pumarín       | 1,500     |
| Marín Ence Peixegalego             | Marín                 | Pabellón A Raña                | 1,074     |
| TAU Castelló                       | Castellón de la Plana | Pabellón Ciutat de Castelló    | 6,000     |
| ZTE Real Canoe NC                  | Madrid                | Polideportivo Pez Volador      | 800       |

### Entrenadores y patrocinadores
| Equipo                             | Entrenador                | Fabricante  | Patrocinador       |
| ---------------------------------- | ------------------------- | ----------- | ------------------ |
| Afanion CB Almansa                 | Rubén Perelló             | Joma        | Afanion            |
| B the travel brand Mallorca Palma  | Félix Alonso              | Erreà       | B the travel brand |
| Cáceres Patrimonio de la Humanidad | Roberto Blanco            | Vive        | Extremadura        |
| Carramimbre CBC Valladolid         | Hugo López                | Kappa       | Carramimbre        |
| Chocolates Trapa Palencia          | Carles Marco              | Kappa       | Chocolates Trapa   |
| Club Melilla Baloncesto            | Alejandro Alcoba          | Super Sport |                    |
| Rio Ourense Termal                 | Gonzalo García de Vitoria | Nike        | Estrella Galicia   |
| Covirán Granada                    | Pablo Pin                 | Vive        | Covirán            |
| Delteco Gipuzkoa Basket            | Marcelo Nicola            | Hummel      | Delteco            |
| HLA Alicante                       | Pedro Rivero              | Score Tech  | HLA                |
| ICG Força Lleida                   | Jorge Serna               | Joma        | ICG                |
| Leche Río Breogán                  | Diego Epifanio            | Hummel      | Estrella Galicia   |
| Levitec Huesca                     | Guillermo Arenas          | Barri-Ball  | Levitec            |
| Leyma Coruña                       | Sergio García             | Wibo        | Leyma              |
| Liberbank Oviedo Baloncesto        | Javi Rodríguez            | Spalding    | Liberbank          |
| Marín Ence Peixegalego             | Javi Llorente             | Trezze      | Ence               |
| TAU Castelló                       | Toni Ten                  | Score Tech  | TAU                |
| ZTE Real Canoe                     | Miguel Ángel Aranzábal    | Wibo        | ZTE                |

### Cambios de entrenadores
| Equipo                      | Entrenador saliente  | Motivo de la salida | Fecha de salida        | Posición en la clasificación | Reemplazado por  | Fecha de nombramiento   |
| --------------------------- | -------------------- | ------------------- | ---------------------- | ---------------------------- | ---------------- | ----------------------- |
| Leyma Coruña                | Gustavo Aranzana     | Fin de contrato     | 6 de mayo de 2019      | Pretemporada                 | Sergio García    | 9 de junio de 2019      |
| Carramimbre CBC Valladolid  | Paco García          | Fin de contrato     | 11 de junio de 2019    | Pretemporada                 | Hugo López       | 13 de junio de 2019     |
| Delteco Gipuzkoa Basket     | Sergio Valdeolmillos | Fin de contrato     | 12 de junio de 2019    | Pretemporada                 | Marcelo Nicola   | 29 de junio de 2019     |
| Leche Río Breogán           | Tito Díaz            | Fin de contrato     | 21 de junio de 2019    | Pretemporada                 | Diego Epifanio   | 27 de junio de 2019     |
| ICG Força Lleida            | Jorge Serna          | Destitución         | 4 de diciembre de 2019 | Temporada                    | Gustavo Aranzana | 12 de diciembre de 2019 |
| Marín Ence Peixegalego      | Javi Llorente        | Motivos personales  | 25 de febrero de 2020  | Temporada                    | Diego Gómez      | 25 de febrero de 2020   |
| Liberbank Oviedo Baloncesto | Javi Rodríguez       | Destitución         | 3 de marzo de 2020     | Temporada                    | Natxo Lezkano    | 5 de marzo de 2020      |

## Liga regular

### Clasificación
| | Equipo                             | J  | G  | P  | PF   | PC   | Puntos | Racha |
| --- | ---------------------------------- | -- | -- | -- | ---- | ---- | ------ | ----- |
| 1 | Carramimbre CBC Valladolid         | 24 | 18 | 6  | 1917 | 1802 | 42     | -1    |
| 2 | Delteco Gipuzkoa Basket            | 24 | 18 | 6  | 1821 | 1659 | 42     | -1    |
| 3 | Leyma Coruña                       | 24 | 16 | 8  | 1782 | 1783 | 40     | -1    |
| 4 | HLA Alicante                       | 24 | 16 | 8  | 1931 | 1786 | 40     | +9    |
| 5 | Chocolates Trapa Palencia          | 24 | 15 | 9  | 1980 | 1870 | 39     | +4    |
| 6 | Club Melilla Baloncesto            | 24 | 15 | 9  | 1827 | 1710 | 39     | +1    |
| 7 | B the travel brand Mallorca-Palma  | 24 | 15 | 9  | 1839 | 1732 | 39     | +1    |
| 8 | Leche Río Breogán                  | 24 | 15 | 9  | 1950 | 1813 | 39     | +1    |
| 9 | Cáceres Patrimonio de la Humanidad | 24 | 14 | 10 | 1837 | 1749 | 38     | +4    |
| 10 | Club Ourense Baloncesto            | 24 | 10 | 14 | 1710 | 1794 | 34     | -5    |
| 11 | TAU Castelló                       | 24 | 10 | 14 | 1901 | 1961 | 34     | -1    |
| 12 | Afanion CB Almansa                 | 24 | 10 | 14 | 1838 | 1951 | 34     | -2    |
| 13 | Covirán Granada                    | 24 | 9  | 15 | 1734 | 1753 | 33     | -1    |
| 14 | Levitec Huesca                     | 24 | 9  | 15 | 1760 | 1853 | 33     | -1    |
| 15 | ICG Força Lleida                   | 24 | 9  | 15 | 1749 | 1856 | 33     | +1    |
| 16 | Liberbank Oviedo Baloncesto        | 24 | 8  | 16 | 1682 | 1818 | 32     | +1    |
| 17 | ZTE Real Canoe                     | 24 | 5  | 19 | 1844 | 1942 | 29     | -4    |
| 18 | Marín Ence Peixegalego             | 24 | 4  | 20 | 1610 | 1880 | 28     | +1    |
| Fuente: Federación Española de Baloncesto: Clasificación de la Liga LEB Oro; actualización automática |                                    |    |    |    |      |      |        |       |

### Evolución en la clasificación
La tabla lista la clasificación después de la conclusión de cada jornada. Para preservar la evolución cronológica de cada jornada, cualquier partido aplazado no es incluido en la jornada en qué era originalmente planificado, sino que son añadidos a la jornada siguiente inmediatamente después a la que fueron jugados. Por ejemplo, si un partido está planificado para la jornada 13, pero entonces es aplazado y jugado entre jornadas 16 y 17, será añadido en la jornada 16.
| Equipo ╲ Jornada                   | 1                  | 2  | 3  | 4  | 5  | 6  | 7  | 8  | 9  | 10 | 11 | 12 | 13 | 14 | 15 | 16 | 17 | 18 | 19 | 20 | 21 | 22 | 23 | 24 |    |
| ---------------------------------- | ------------------ | -- | -- | -- | -- | -- | -- | -- | -- | -- | -- | -- | -- | -- | -- | -- | -- | -- | -- | -- | -- | -- | -- | -- | -- |
| Equipo ╲ Jornada                   | Afanion CB Almansa | 14 | 14 | 16 | 16 | 15 | 16 | 16 | 15 | 15 | 14 | 14 | 14 | 14 | 13 | 14 | 14 | 13 | 11 | 11 | 11 | 11 | 11 | 12 | 12 |
| B the travel brand Mallorca-Palma  | 12                 | 13 | 11 | 10 | 9  | 4  | 3  | 3  | 2  | 4  | 6  | 4  | 3  | 3  | 3  | 3  | 3  | 3  | 2  | 3  | 4  | 5  | 7  | 7  |    |
| Cáceres Patrimonio de la Humanidad | 11                 | 8  | 5  | 8  | 12 | 8  | 10 | 8  | 7  | 6  | 5  | 7  | 8  | 9  | 9  | 8  | 10 | 10 | 10 | 10 | 9  | 9  | 9  | 9  |    |
| Carramimbre CBC Valladolid         | 3                  | 3  | 1  | 3  | 1  | 1  | 1  | 2  | 1  | 1  | 1  | 1  | 1  | 1  | 2  | 1  | 1  | 1  | 1  | 1  | 1  | 1  | 1  | 1  |    |
| Chocolates Trapa Palencia          | 15                 | 13 | 10 | 6  | 3  | 3  | 2  | 1  | 3  | 2  | 3  | 3  | 4  | 5  | 7  | 6  | 7  | 7  | 7  | 8  | 8  | 8  | 5  | 5  |    |
| Covirán Granada                    | 6                  | 7  | 3  | 1  | 5  | 7  | 11 | 13 | 11 | 11 | 10 | 10 | 10 | 11 | 13 | 13 | 14 | 14 | 12 | 12 | 12 | 13 | 13 | 13 |    |
| Delteco Gipuzkoa Basket            | 13                 | 9  | 9  | 5  | 2  | 2  | 4  | 4  | 4  | 3  | 2  | 2  | 2  | 2  | 1  | 2  | 2  | 2  | 3  | 2  | 2  | 2  | 2  | 2  |    |
| HLA Alicante                       | 9                  | 4  | 6  | 7  | 4  | 6  | 5  | 7  | 6  | 9  | 11 | 11 | 11 | 10 | 10 | 9  | 8  | 8  | 8  | 7  | 5  | 4  | 4  | 4  |    |
| ICG Força Lleida                   | 2                  | 5  | 7  | 14 | 14 | 14 | 14 | 14 | 14 | 15 | 15 | 15 | 15 | 16 | 16 | 16 | 15 | 15 | 16 | 16 | 14 | 15 | 15 | 15 |    |
| Leche Río Breogán                  | 1                  | 1  | 4  | 2  | 7  | 10 | 7  | 10 | 9  | 7  | 7  | 5  | 6  | 4  | 4  | 4  | 5  | 4  | 5  | 5  | 6  | 6  | 8  | 8  |    |
| Levitec Huesca                     | 8                  | 6  | 8  | 9  | 6  | 9  | 6  | 9  | 12 | 12 | 12 | 12 | 13 | 12 | 11 | 11 | 11 | 13 | 13 | 13 | 15 | 14 | 14 | 14 |    |
| Leyma Coruña                       | 17                 | 16 | 14 | 13 | 11 | 5  | 8  | 5  | 5  | 5  | 4  | 6  | 5  | 6  | 5  | 5  | 4  | 5  | 4  | 4  | 3  | 3  | 3  | 3  |    |
| Liberbank Oviedo Baloncesto        | 7                  | 12 | 12 | 15 | 16 | 17 | 15 | 16 | 16 | 17 | 17 | 16 | 16 | 15 | 15 | 15 | 16 | 16 | 15 | 15 | 16 | 16 | 16 | 16 |    |
| Marín Ence Peixegalego             | 16                 | 17 | 18 | 18 | 18 | 18 | 18 | 18 | 18 | 18 | 18 | 18 | 18 | 18 | 18 | 18 | 18 | 18 | 18 | 18 | 18 | 18 | 18 | 18 |    |
| Melilla Baloncesto                 | 4                  | 11 | 13 | 11 | 8  | 11 | 12 | 11 | 8  | 10 | 9  | 9  | 9  | 7  | 6  | 7  | 6  | 6  | 6  | 6  | 7  | 7  | 6  | 6  |    |
| Río Ourense Termal                 | 5                  | 2  | 2  | 4  | 10 | 13 | 9  | 6  | 10 | 8  | 8  | 7  | 7  | 8  | 8  | 10 | 9  | 9  | 9  | 9  | 10 | 10 | 10 | 10 |    |
| TAU Castelló                       | 18                 | 18 | 15 | 12 | 13 | 12 | 13 | 12 | 13 | 13 | 13 | 13 | 12 | 14 | 12 | 12 | 12 | 12 | 14 | 14 | 13 | 12 | 11 | 11 |    |
| ZTE Real Canoe                     | 10                 | 15 | 17 | 17 | 17 | 15 | 17 | 17 | 17 | 16 | 16 | 17 | 17 | 17 | 17 | 17 | 17 | 17 | 17 | 17 | 17 | 17 | 17 | 17 |    |

### Partidos
| Local \ Visitante                  | ALM    | PLM   | CAC   | VLL    | PAL   | GRA   | GBC   | ALI    | LLE   | BRE    | HUE   | COR   | OCB   | MAR   | MEL    | COB   | CAS    | CAN   |
| ---------------------------------- | ------ | ----- | ----- | ------ | ----- | ----- | ----- | ------ | ----- | ------ | ----- | ----- | ----- | ----- | ------ | ----- | ------ | ----- |
| Afanion CB Almansa                 | —      | 71–81 |       | 67–64  | 70–95 | 97–77 |       | 76–88  | 91–81 |        | 86–76 | 62–93 | 81–64 |       |        | 67–78 | 67–85  | 79–77 |
| B the travel Brand Mallorca-Palma  |        | —     | 64–75 | 87–80  | 79–80 | 77–53 | 71–62 | 63–78  | 73–83 | 102–84 | 80–64 | 99–71 | 83–76 |       |        |       | 78–76  | 66–78 |
| Cáceres Patrimonio de la Humanidad | 76–68  | 62–68 | —     |        |       | 88–67 |       | 63–65  |       | 77–76  | 62–71 |       | 85–73 | 95–89 | 58–54  | 68–69 |        | 79–57 |
| Carramimbre CBC Valladolid         |        | 74–66 | 77–76 | —      | 86–79 |       | 81–77 |        | 80–61 | 94–82  |       |       | 74–73 | 82–66 | 78–70  |       | 87–79  | 89–84 |
| Chocolates Trapa Palencia          | 106–77 | 68–79 | 87–86 |        | —     |       | 60–73 | 93–84  | 89–87 | 90–76  |       |       |       | 90–58 | 69–81  | 87–80 | 108–87 |       |
| Covirán Granada                    |        | 68–67 |       | 63–70  | 73–68 | —     | 68–58 |        | 86–47 | 83–88  | 71–54 | 70–78 |       | 83–56 | 63–70  |       | 72–65  | 84–65 |
| Delteco Gipuzkoa Basket            | 74–66  | 65–78 | 72–64 |        |       | 70–66 | —     | 83–58  |       |        | 68–64 | 77–67 | 76–63 | 94–66 | 70–62  | 73–62 |        | 86–68 |
| HLA Alicante                       | 83–82  | 74–75 |       | 77–81  |       | 85–67 |       | —      | 67–55 | 83–66  | 91–70 |       | 90–54 |       | 65–61  | 85–58 |        | 99–96 |
| ICG Força Lleida                   | 82–80  |       | 67–72 | 78–67  | 74–90 |       | 65–69 | 92–84  | —     | 61–64  |       | 81–56 | 83–89 | 82–70 | 72–101 |       | 87–80  |       |
| Leche Río Breogán                  | 85–86  |       | 85–92 | 95–71  | 75–74 | 86–63 | 74–97 | 87–84  |       | —      |       | 97–55 | 82–64 | 72–56 | 88–84  | 85–52 | 87–69  |       |
| Levitec Huesca                     |        |       | 83–94 | 80–100 | 92–84 | 71–70 | 69–89 |        | 97–73 | 71–87  | —     | 65–66 |       | 93–71 | 86–67  |       | 76–90  | 81–73 |
| Leyma Coruña                       | 75–71  |       |       | 83–81  | 82–76 |       | 88–75 | 100–72 | 65–82 |        | 70–64 | —     | 78–81 |       |        | 72–65 | 74–67  |       |
| Liberbank Oviedo                   | 80–82  | 70–61 |       | 65–71  | 66–73 | 82–81 |       |        | 65–72 | 72–66  | 74–84 | 88–70 | —     |       |        | 81–84 | 76–81  | 62–78 |
| Marín Ence Peixegalego             | 74–79  | 77–90 | 64–75 | 69–75  |       | 80–72 | 64–76 | 65–97  |       |        | 59–64 | 49–63 | 53–73 | —     |        | 55–65 |        | 72–58 |
| Melilla Baloncesto                 | 90–74  | 68–65 | 71–60 | 88–85  | 74–66 | 71–68 | 63–68 | 66–83  |       |        | 87–62 | 72–76 | 76–46 | 78–67 | —      | 80–75 |        |       |
| Río Ourense Termal                 | 80–86  | 75–87 | 74–86 | 56–77  | 72–81 | 79–74 |       | 68–70  | 64–49 |        | 71–69 |       | 65–72 |       |        | —     | 82–65  | 77–73 |
| TAU Castelló                       | 97–83  |       | 65–85 |        | 82–87 |       | 91–87 | 91–85  | 68–64 | 68–91  |       | 83–68 | 83–66 | 80–89 | 81–91  | 78–86 | —      |       |
| ZTE Real Canoe                     |        |       | 95–81 | 81–93  | 77–80 | 81–92 | 81–82 | 74–84  | 89–71 | 75–82  | 69–54 | 69–76 |       | 76–81 | 85–102 |       | 85–90  | —     |

## Playoffs
Los playoffs de ascenso no se disputaron debido a la suspensión de la liga.

## Copa Princesa de Asturias
La Copa Princesa de Asturias se jugará el 3 o 4 de febrero de 2020, por los dos primeros equipos clasificados después del final de la primera vuelta (jornada 17). El campeón de la copa tendrá el derecho de jugar los playoffs como cabeza de serie en todas las eliminatorias.

### Equipos clasificados
| Pos. | Equipo                     | PJ | G  | P | GF   | GC   | DG   | Pts |
| ---- | -------------------------- | -- | -- | - | ---- | ---- | ---- | --- |
| 1    | Carramimbre CBC Valladolid | 17 | 14 | 3 | 1382 | 1249 | +133 | 31  |
| 2    | Delteco Gipuzkoa Basket    | 17 | 13 | 4 | 1279 | 1156 | +123 | 30  |

 Fuente: FEB

### Final
| 4 de febrero de 2020 | Carramimbre CBC Valladolid                               | 55–62                                 | Delteco Gipuzkoa Basket               | Valladolid |  |
| 20:30                | Parciales: 11-17, 18-13, 10-20, 16-12                    | Parciales: 11-17, 18-13, 10-20, 16-12 | Parciales: 11-17, 18-13, 10-20, 16-12 | |  |
|                      | Estadísticas Bartley 20 Aboubacar 8 Leimanis, Federico 2 | Reporte Pts Reb Asts                  | Estadísticas Dee 17 Rozitis 9 Úriz 2  | Pabellón: Polideportivo Pisuerga Asistencia: 4.500 espectadores Árbitros: Enrique Miguel López Herrada, Ángel Antonio Albacete Chamón, Andrés Fernandez Carretero |  |

## Galardones

### Jugador de la jornada

#### Primera fase
| Jornada | Jugador                 | Equipo                      | Val | Ref    |
| ------- | ----------------------- | --------------------------- | --- | ------ |
| 1       | Bamba Fall              | HLA Alicante                | 40  | [ 14 ] |
| 2       | Bamba Fall (2)          | HLA Alicante (2)            | 44  | [ 15 ] |
| 3       | Óscar Alvarado          | Club Ourense Baloncesto     | 27  | [ 16 ] |
| 3       | David Skara             | Levitec Huesca              | 27  | [ 16 ] |
| 4       | Rolandas Jakstas        | Liberbank Oviedo Baloncesto | 30  | [ 17 ] |
| 5       | Pedro Llompart          | HLA Alicante (3)            | 30  | [ 18 ] |
| 6       | Joey Van Zegeren        | TAU Castelló                | 38  | [ 19 ] |
| 7       | Taiwo Badmus            | Marín Ence Peixegalego      | 36  | [ 20 ] |
| 7       | Earl Watson             | Covirán Granada             | 36  | [ 20 ] |
| 8       | Brano Dukanović         | TAU Castelló (2)            | 43  | [ 21 ] |
| 9       | Caleb Agada             | Melilla Baloncesto          | 46  | [ 22 ] |
| 10      | Alex Olah               | Leche Río Breogán           | 28  | [ 23 ] |
| 11      | David Skara (2)         | Levitec Huesca (2)          | 35  | [ 24 ] |
| 12      | Bamba Fall (3)          | HLA Alicante (4)            | 33  | [ 25 ] |
| 13      | Olle Lundqvist          | ZTE Real Canoe              | 36  | [ 26 ] |
| 14      | Caleb Agada (2)         | Melilla Baloncesto (2)      | 38  | [ 27 ] |
| 15      | Shaquille O'Neal Cleare | ICG Força Lleida            | 35  | [ 28 ] |
| 16      | Sergio de la Fuente     | Carramimbre CBC Valladolid  | 31  | [ 29 ] |
| 17      | Bamba Fall (4)          | HLA Alicante (5)            | 31  | [ 30 ] |
| 18      | Guille Rubio            | Covirán Granada (2)         | 36  | [ 31 ] |
| 19      | Kyle Rowley             | Afanion CB Almansa          | 33  | [ 32 ] |
| 20      | Salva Arco              | Leche Río Breogán           | 29  | [ 33 ] |
| 21      | Stephen Maxwell         | CB Almansa (2)              | 33  | [ 34 ] |
| 22      | Joey Van Zegeren (2)    | TAU Castelló (3)            | 33  | [ 35 ] |
| 23      | Guille Rubio (2)        | Covirán Granada (3)         | 37  | [ 36 ] |
| 24      | Francis Alonso          | Liberbank Oviedo Baloncesto | 36  | [ 37 ] |

### Quinteto de la jornada
Se indica entre paréntesis la valoración obtenida en dicha jornada. Destacado el MVP de la jornada.
| Jornada | Base                        | Escolta               | Alero                    | Ala-Pívot                | Pívot                        | Ref    |
| ------- | --------------------------- | --------------------- | ------------------------ | ------------------------ | ---------------------------- | ------ |
| 1       | Justin Pitts (31)           | Dago Peña (22)        | Álex Reyes (22)          | Kevin Larsen (32)        | Bamba Fall (40)              | [ 14 ] |
| 2       | Justin Pitts (24)           | Caleb Agada (23)      | Mindaugas Kačinas (21)   | Sergio de la Fuente (42) | Bamba Fall (43)              | [ 15 ] |
| 3       | Óscar Alvarado (27)         | Miguel Cardoso (23)   | Osvaldas Matulionis (25) | Juan José García (26)    | David Skara (27)             | [ 16 ] |
| 4       | Reed Timmer (26)            | Paul Jorgensen (30)   | Alex Reyes (26)          | Rolandas Jakstas (30)    | Darko Balaban (28)           | [ 17 ] |
| 5       | Pedro Llompart (30)         | Johnny Dee (27)       | Johan Löfberg (22)       | Kevin Larsen (25)        | David Skara (27)             | [ 18 ] |
| 6       | Christian Díaz (29)         | Luis Parejo (20)      | Niksha Federico (23)     | Amadou Sidibé (22)       | Joey Van Zegeren (38)        | [ 19 ] |
| 7       | Justin Pitts (27)           | Travis Bader (18)     | Taiwo Badmus (36)        | Kevin Larsen (26)        | Earl Watson (36)             | [ 20 ] |
| 8       | Reed Timmer (24)            | Johnny Dee (23)       | Brano Dukanovic (43)     | Alex Murphy (27)         | Rolandas Jakstas (27)        | [ 21 ] |
| 9       | Pedro Llompart (25)         | Caleb Agada (46)      | Jacobo Díaz (27)         | Amadou Sidibé (21)       | Earl Watson (31)             | [ 22 ] |
| 10      | Facundo Corvalán (23)       | Jeff Xavier (22)      | Rowell Graham-Bell (27)  | Kevin Larsen (22)        | Alex Olah (28)               | [ 23 ] |
| 11      | Henri Wade-Chatman (27)     | Connor Wood (23)      | Frank Bartley (29)       | David Skara (35)         | Arkeem Joseph (22)           | [ 24 ] |
| 12      | Justin Pitts (32)           | Johnny Dee (24)       | Osvaldas Matulionis (27) | Amadou Sidibé (32)       | Bamba Fall (33)              | [ 25 ] |
| 13      | Henri Wade-Chatman (25)     | Mikel Motos (25)      | Olle Lundqvist (36)      | Sergio de la Fuente (23) | Davis Rozitis (24)           | [ 26 ] |
| 14      | Alec Wintering (25)         | Caleb Agada (38)      | Olle Lundqvist (36)      | Nikola Cvetinovic (28)   | Kevin Larsen (37)            | [ 27 ] |
| 15      | Augustas Peciukevicius (28) | Steven Santa Ana (31) | Álex Reyes (21)          | Fede Uclés (25)          | Shaquille O'Neal Cleare (35) | [ 28 ] |
| 16      | Alec Wintering (25)         | Caleb Agada (30)      | Jacobo Díaz (22)         | Sergio de la Fuente (31) | Bamba Fall (29)              | [ 29 ] |
| 17      | Alec Wintering (22)         | Dago Peña (24)        | Nedim Dedovic (25)       | Kevin Larsen (28)        | Bamba Fall (31)              | [ 30 ] |
| 18      | Ricardo Úriz (24)           | Nikola Rakocevic (20) | Ander Martínez (27)      | Guille Rubio (36)        | Eric Stutz (31)              | [ 31 ] |
| 19      | Óscar Alvarado (29)         | Justin Pitts (28)     | Brano Dukanovic (27)     | Alex Murphy (25)         | Kyle Rowley (33)             | [ 32 ] |
| 20      | Augustas Peciukevicius (25) | Salva Arco (29)       | Ander Martínez (23)      | Eric Stutz (28)          | Bamba Fall (25)              | [ 33 ] |
| 21      | Alec Wintering (21)         | Caleb Agada (22)      | Miquel Feliu (27)        | Stephen Maxwell (33)     | Darko Balaban (31)           | [ 34 ] |
| 22      | Alberto Martín (19)         | Rafa Huertas (21)     | Jordi Grimau (22)        | Jorge Bilbao (31)        | Joey Van Zegeren (33)        | [ 35 ] |
| 23      | Ricardo Úriz (20)           | Davis Geks (23)       | Taiwo Badmus (26)        | Juan José García (27)    | Guille Rubio (37)            | [ 36 ] |
| 24      | Alec Wintering (22)         | Francis Alonso (36)   | Jacobo Díaz (28)         | Simas Jasaitis (29)      | Óliver Arteaga (26)          | [ 37 ] |

## Suspensión
El 13 de marzo de 2020, la FEB anunció la suspensión temporal de las jornadas 25 y 26, debido a la llegada de la pandemia del COVID-19. Al paso de las semanas, y con el aumento de contagios en España, la federación anunció también la suspensión de las jornadas 27, 28, 29 y 30, y así hasta llegar al final de la temporada regular. 
El 8 de mayo, el día que debió acabarse la liga regular, se anunció que no habría descensos a LEB Plata, pero sí ascensos a ACB. Tampoco se descartó la disputa de un playoff a puerta cerrada.
Pero el 25 de mayo, la federación dio por imposible la disputa del playoff, y se otorgó el ascenso a los dos primeros clasificados, en este caso a Carramimbre CBC Valladolid y Delteco Gipuzkoa Basket.